# Ritzebüttel

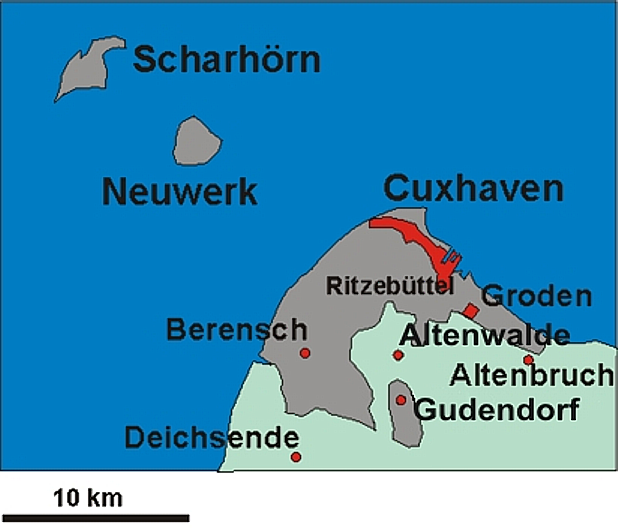
Ritzebüttel in der Hamburger Exklave (1394–1937)

Wappen des Amtes Ritzebüttel

Ritzebüttel (plattdeutsch Ritzbüttel) ist Teil der Stadt Cuxhaven im gleichnamigen niedersächsischen Landkreis.

## Geschichte

### Chronologie
Ritzebüttel war ein Ort im ehemaligen Hamburger Amt Ritzebüttel und in dessen Nachfolge in der ehemaligen Landherrenschaft Ritzebüttel.
Der Ort wird am 19. Juli 1325 als Ritsebutle erstmals urkundlich erwähnt, als Wolderich Lappe in einem Vertrag zusagt, dass er nicht mehr gegen Jan von Stotel und Luder von Wersebe angehen will. Der Name kommt wahrscheinlich vom Vornamen Rikert oder Rike und dem Wort -büttel und bedeutet so viel wie Rikerts Anwesen.
Nach der Belagerung und Einnahme durch Hamburg verkauften die Lappes das Schloss Ritzebüttel und die Umgebung am 31. Juli 1394 an Hamburg. Hiermit ging der Sitz des Hamburger Hauptmanns von Neuwerk auf Ritzebüttel über.
Am 13. Dezember 1872 schlossen sich die beiden Orte Ritzebüttel und Cuxhaven zusammen. In der Folge hieß der Ort Cuxhaven, obwohl Ritzebüttel immer der größere und wichtigere Ort war und eigentlich heute noch die Stadtmitte von Cuxhaven bildet. Am 15. März 1907 erhielt Cuxhaven die Stadtrechte und schied am 2. Januar 1924 aus der Landherrenschaft Ritzebüttel aus. Heute taucht Ritzebüttel in der Cuxhavener Stadtgliederung nicht mehr auf.
Im Jahr 1905 erfolgten archäologische Grabungen in und um Ritzebüttel.

### Einwohnerentwicklung
| Jahr             | Einwohner                  |
| ---------------- | -------------------------- |
| 1755             | 0967 Einwohner, 191 Häuser |
| 1811             | 1451                       |
| 1817             | 1549                       |
| 1826             | 1610 Einwohner, 202 Häuser |
| 1847             | 1729                       |
| 3. Dezember 1866 | 1953                       |
| 1. Dezember 1871 | 1818                       |

### Gemeinden 1910
| Gemeinde                   | Einwohner |
| -------------------------- | --------- |
| Arensch und Berensch       | 190       |
| Cuxhaven (mit Döse)        | 14888     |
| Duhnen                     | 440       |
| Groden mit Abschnede       | 1026      |
| Gudendorf                  | 131       |
| Holte und Spangen          | 117       |
| Neuwerk                    | 53        |
| Oxstedt                    | 195       |
| Sahlenburg                 | 371       |
| Stickenbüttel              | 389       |
| Süderwisch und Westerwisch | 482       |

### Söhne und Töchter der Gemeinde
- Otto-Georg Beckmann (1879–1967), Schiffbauingenieur und Unternehmer
- Wilhelm Reye (1833–1912), Psychiater
- Theodor Reye (1838–1919), Mathematiker
- Jakob Albrecht von Sienen (1768–1837), Senatssyndicus in Hamburg
- Wilhelm Walther (1846–1924), lutherischer Theologe, Rektor der Universität Rostock